# 蔡蒙吉故居
蔡蒙吉故居，位于中国广东省梅州市梅县区松源镇金星村，为梅州市梅县区文物保护单位，类型为古建筑，公布时间为1987年11月。
蔡蒙吉故居的历史年代为明代。